# 오마르의 삶

## 학력
- 동아대학교 (국어국문학과 / 중퇴)